# Psammocora superficialis
Espèce
Statut CITES
Psammocora superficialis  est une espèce de coraux appartenant à la famille des Psammocoridae. Selon la base de données WoRMS, cette espèce n'est pas valide et correspond à Psammocora profundacella Gardiner, 1898.